# Onewe
ONEWE (Hangul: 원위, pronunciado como "one-we"), é uma banda sul-coreana formada em 2015. A banda é composta por cinco membros: Yonghoon, Harin, Kanghyun, Dongmyeong e CyA.
ONEWE foi originalmente criado sob o nome de M.A.S 0094 (acrônimo de Make A Sound), composto pelos mesmos cinco membros. Eles lançaram o single digital, "Butterfly, Find a Flower" em 13 de agosto de 2015 pela Modern Music. Mais tarde, eles lançaram seu primeiro mini-álbum, Feeling Good Day, em Março de 2016 e o segundo mini-álbum, Make Some Noise, em janeiro de 2017. Em junho de 2017, foi confirmado que eles tinham se mudado para a RBW e foram renomeados como MAS. Um ano mais tarde, a RBW anunciou que eles iriam ter seu re-debut com o novo nome ONEWE.

## História

### 2015-2016: Formação e estreia
Formado em Maio de 2015, M.A.S 0094 foi um grupo independente que fez performances e covers de músicas conhecidas em público com todos os lucros indo para a caridade para as vítimas que foram "mulheres de conforto". Em 13 de agosto de 2015, eles lançaram o single digital, "Butterfly, Find a Flower".
M.A.S 0094 lançou seu primeiro EP, Feeling Good Day, em 25 de Março de 2016. O EP contém seis faixas, incluindo o single "Feeling Good" e seu single digital, "Butterfly, Find a Flower", que foi lançado anteriormente.
Eles estrearam oficialmente no dia 2 de agosto com a música "After 15 Seconds", que foi apresentada no The Show no mesmo dia.

### 2017-2018:Make Some Noisee programas de sobrevivência
Em 6 de janeiro de 2017, a banda lançou o seu segundo EP, Make Some Noise. O EP contém seis faixas, incluindo a faixa-título "Make Some Noise" e "Starlight".
Em abril de 2017, Dongmyeong representou a RBW no reality de televisão Produce 101 Season 2 junto com outros trainees da empresa. Dongmyeong mais tarde foi eliminado em 68º lugar durante o episódio 5.
Em 27 de Maio, a Modern Music publicou uma declaração no fan cafe, afirmando que a banda iria se juntar à RBW.
Em 9 de junho, RBW confirmou que a banda juntou-se a eles e começaria a utilizar o nome MAS.
MAS participou do reality de televisão The Unit durante o mês de outubro de 2017. No 7º episódio, Harin (52º), Yonghoon (58º), CyA (59°) e Kanghyun (61º) foram eliminados. Dongmyeong permaneceu até o final, onde mais tarde foi eliminado em 14°.
Em dezembro de 2017, MAS foi incluido no projeto de debut RBW Trainee Real Life – We Will Debut junto com o grupo de trainees, RBW BOYZ. MAS participou do concerto do projeto, intitulado We Will Debut Chapter. 2 – Special Party, no dia 16 de dezembro.

### 2018: Re-debut comoONEWE
Em junho de 2018, RBW revelou que MAS irá ter seu re-debut sob o nome de "ONEWE".
Em 27 de setembro de 2018, foi lançado o single digital de pré-debut Last Song, sendo uma colaboração do ONEWE com ONEUS.

## Membros
- Yonghoon (hangul: 용훈) - nascido Jin Yonghoon (hangul: 진용훈) na Coréia do sul no dia 14 de agosto de 1994 (26 anos). Sua posição no ONEWE é líder, vocalista principal, guitarrista e teclado.
- Harin (hangul: 하린) - nascido Ju Harin (hangul: 주하린) na Coréia do Sul no dia 29 de março de 1998 (23 anos). Sua posição no ONEWE é baterista.
- Kanghyun (hangul: 강현) - nascido Kang Hyungu (hangul: 강현구) na Coréia do Sul no dia 24 de novembro de 1998 (22 anos). Sua posição no ONEWE é guitarrista.
- Dongmyeong (hangul: 동명) - nascido Son Dongmyeong (hangul: 손동명) na Coréia do Sul no dia 10 de janeiro de 2000 (21 anos). Sua posição no ONEWE é tecladista e vocalista.
- CyA (키아) - nascido Lee Giwook (hangul: 이기욱) na Coréia do Sul no dia 24 de janeiro de 2000 (21 anos). Sua posição no ONEWE é rapper principal, baixista e maknae. [17]

## Discografia

### Extended plays (EP)
| Título                                                                              | Detalhes do álbum | Pico do gráfico de posições | Vendas |
| Título                                                                              | Detalhes do álbum | KOR                         | Vendas |
| ----------------------------------------------------------------------------------- | --- | --------------------------- | ------ |
| Feeling Good Day                                                                    | - Lançado em: 25 de Março de 2016 - Gravadora: Modern Music, CJ E&M - Formatos: CD, download digital Track listing 1. Feeling Good 2. After 15 Seconds (15초 후) 3. Butterfly Find a Flower (나비 꽃을 찾다) 4. I Wish (좋겠어) | —                           | —      |
| Make Some Noise                                                                     | - Lançado em: 6 de Janeiro de 2017 - Gravadora: Modern Music, CJ E&M - Formatos: CD, download digital Track listing 1. Make Some Noise 2. Bubijuk Bibijuk (부비적 비비적) 3. Starlight (별보다 빛나는)                          | —                           | —      |
| "—" denota lançamentos que não entraram no gráfico ou não foram lançados na região. | |                             |        |

### Singles
| Título                                                                              | Ano  | Pico do gráfico de posições | Vendas | Álbum            |
| Título                                                                              | Ano  | KOR                         | Vendas | Álbum            |
| ----------------------------------------------------------------------------------- | ---- | --------------------------- | ------ | ---------------- |
| "Butterfly, Find a Flower" (나비' 꽃을 찾다)                                        | 2015 | —                           | —      | Feeling Good Day |
| "Feeling Good"                                                                      | 2016 | —                           | —      | Feeling Good Day |
| "Starlight" (별보다 빛나는)                                                         | 2016 | —                           | —      | Make Some Noise  |
| Make Some Noise                                                                     | 2017 | —                           | —      | Make Some Noise  |
| "—" denota lançamentos que não entraram no gráfico ou não foram lançados na região. |      |                             |        |                  |